# Муслиманско освајање Персије
Муслиманско освајање Персије назив је за серију похода муслимана Праведног калифата вођених од 633. до 644. године који су резултирали сломом Сасанидске Персије и припајањем њених територија Калифату. Муслиманско освајање Персије је такође познато и као арапско освајање Ирана је ултиматно довело до пада Персијског Сасанидског царства 651. године и опадања распрострањености зороастријанске религије у Ирану. Арапи (Рашидунски халифат) су први пут напали сасанидску територију 633. године када је генерал Халид ибн ал Валид напао Месопотамију (данашњи Ирак), која је била политички и економски центар сасанидске државе. Након освајања Месопотамије и одласка Халида ибн Велида са главнином војске на римски фронт у Левант, у персијском контранападу муслимани су изгубили освојене територије. 
Друга инвазија је покренута 636. године под командом Сад ибн Аби Вакасa, при чему је муслиманска војска под његовом командом кључном победом у бици код Кадисије довела до трајног губитка персијске власти над западним делом Сасанидског царства. Планина Загрос је тада постала природна препрека и граница између Рашидунског халифата и Сасанидског царства. Услед сталних упада Персијанаца на освојену територију, други халифа Омар је наредио инвазију Сасанидског царства 642. године, која је завршена потпуним освајањем овог царства 651. године. Брзо освајање Персије, у низу добро организованих вишеструких напада под вођством халифе Омера из Медине која је била удаљена неколико хиљада километара од ратишта у Персији, је постало његов највећи тријумф, доприносећи његовом угледу као великог војног и политичког стратега.
Ирански историчари су тражећи да одбране своје претке користили арапске изворе који показују да „супротно тврдњама неких историчара, Иранци су се заправо борили дуго и тешко против арапске инвазије”. Од 651. године већина урбаних центара у иранским земљама, са изузетком каспијских покрајина и Трансоксијане, долази под доминацију арапских војски. На многим местима у Ирану организована је одбрана против окупатора, али на крају нико није био у стању да одбије арапску инвазију. Чак и након што су Арапи покорили земљу, у многим градовима подигнуте су побуне, у којима би био убијен арапски гувернер или би били нападнути војни гарнизони, али појачањима из других крајева халифата успешно су угушене све побуне и наметнута је владавина ислама. Насилно потчињавање Бухаре након многих устанака потврђује тврдње иранских историчара.
Међутим, прелазак на ислам је био само постепен. Током овог процеса многа дела насиља су почињена, зороастријски списи су спаљени и многи припадници ове религије погубљени. Након што су политички освојени, Персијанци су поновно почели сами да се уздижу одржавањем персијског језика и културе. Без обзира на то, ислам је усвојен од стране многих због политичких, социокултуролошких и духовних разлога, или једноставно кроз наговарање, постајући преовладавајућа религија.

## Сасанидско царство пре освајања
Још од 1. века п. н. е. граница између Римског царства (касније Византијског) и Партског царства (касније сасанидског) је била река Еуфрат. Граница је стално била оспоравана. Већина битака је вођена у овом подручју, а самим тим највећи број утврђења се налазио управо у овом брдовитом подручју на северу, што је огромну арапску (или сиријску) пустињу раздвајало на два дела која су припадала ривалским царствима. Једина опасност је долазила са југа, повременим нападима номадских арапских племена са неутралне територије. Оба царства су из тог разлога остваривала савезе са малим, полунезависним арапским племенима, која су служила као неутрална подручја. Византски савезници су били Гасаниди док су Персијанцима били наклоњени Лахмиди. Током 6. и 7. века, разни фактори су довели до тога да је та равнотежа уништена иако је одржавана толико векова уназад кроз историју.

### Побуна арапских вазалних држава
Арапско племе Гасанида, које је у то доба било византијски вазал, је прихватило монофизитски облик хришћанства, које је од византијске православне цркве сматрано херетичким. Византијци су покушали да сузбију ширење ове религије, што је изазвало побуну на њиховој граници. Лахмиди су се такође побунили против персијског краља Хозроја . Нуман III, први хришћански краљ Лахмида је свргнут и убијен од стране Хозроја II 602. године, због његовог покушаја да се ослободи персијског туторства. Након атентата на Хозроја, Персијско царство је сломљено и Лахмиди су постали полунезависни. Широко је распрострањено мишљење да је прикључење Лахмидског краљевства била један од главних разлога пада Сасанидске династије и муслиманског освајања Персије, јер су Лахмиди пристали да шпијунирају за муслимане, након што су поражени у бици код Хире од стране Халида ибн Велида.

## Увод
Године 629. шеик Медине шаље сасанидском цару писмо у коме му наређује да му преда своје огромно царство, одрекне се вере у погрешног бога (заратустризам) и прихвати Алаха. Гласници који су писмо донели на персијски двор у Ктесифону сигурно нису имали прилике да разговарају лично са царем. Сасанидски владари у Персији су владали као богокраљеви и само мали број високих чиновника имао је прилике да лично разговара са својим господарем. Шеиково писмо вероватно је примио неки нижи чиновник који га је, након што га је прочитао, одложио у архив сматрајући га неважним. Тако шеикова претња није ни стигла до цара. Чак и да је цар прочитао писмо тешко да би оно изазвало било какву реакцију сем смеха јер је владар једног безначајног градића претњу упутио великој сили каква је Персија тада још увек била. Слично писмо послато је и Византијском царству и слично је и дочекано. Међутим, цареви су грешили што су потцењивали овога шеика. Они то тада нису могли знати, али шеик који је послао писмо убрзо ће постати једна од најзначајнијих и најутицајнијих личности историје. Био је то пророк Мухамед, оснивач исламске религије.

## Рат
Мухамед 630. године тријумфално улази у Меку. Међутим, он није доживео да покрене поход на Персију. Умро је 10. године хиџре, односно 632. године по хришћанском рачунању времена. Поход је покренуо његов наследник Халид ибн Валид који је 633. године у муњевитом нападу поразио надмоћне персијске трупе и заузео велики део Месопотамије. Потом се морао позабавити ратом са Византијом што је Персијанцима омогућило да у наредне три године поврате већину изгубљених територија. Међутим, већ следеће године Персијанци су одлучно поражени у бици код Кадисије након које су остали без престонице Ктесифона. Потом је уследило затишје. Граница између праведног калифата и Сасанидског краљевства био је Загрос. Рат је обновљен 642. године. Персијска војска потпуно је сломљена у бици код Нaхаванда. У неколико година Арапи окупирају целу сасанидску територију. Преостали чланови сасанидске куће су убијени или тајно прогнани у Кину. Последњи сасанидски цар Издигерд III убијен је 651. године. 

## Последице
Освајањем Персије, које је довршено у исто време као и освајање Сирије и Египта, Праведни калифат постаје једна од највећих држава света. Ислам је добио базу за своје даље ширење према централној Азији и Индијском подконтиненту. Заратустризам губи свој значај у Персији, а становништво се постепено исламизовало. Даља историја Персије биће уско повезана са историјом ислама.